# Андовер (Великобритания)
А́ндовер (англ. Andover) — город в Юго-Восточной Англии в графстве Гэмпшир, административный центр района Тест-Вэлли.
Расположен на реке Антон (англ. Anton), примерно в 30 милях к западу от Бейзингстока (англ. Basingstoke), в 30 километрах северо-западу от Уинчестера, в 40 милях к северу от Саутгемптона. Население города составляет приблизительно 52 тысячи жителей.

## История
Недалеко от города сохранились остатки римских укреплений. Первое упоминание об Андовере как селении относится к 950 году, когда английский король Эдред из Уэссексской династии построил здесь королевский охотничий домик. В 994 году в Андовере был крещён король викингов, крещение было частью соглашения английского короля с викингами с целью остановить набеги последних.
В 1086 году в Андовере, согласно Книге Страшного суда, проживало 107 жителей мужского пола и общая численность населения составляла около 500 человек. В деревне было шесть мельниц. Ричард Львиное Сердце в 1175 году предоставил населённому пункту определённые права и здесь сформировалась купеческая гильдия, которую он возглавил. В 1295 году город впервые послал своего представителя в английский парламент. В 1141 и 1435 годах крупные пожары практически опустошили город.

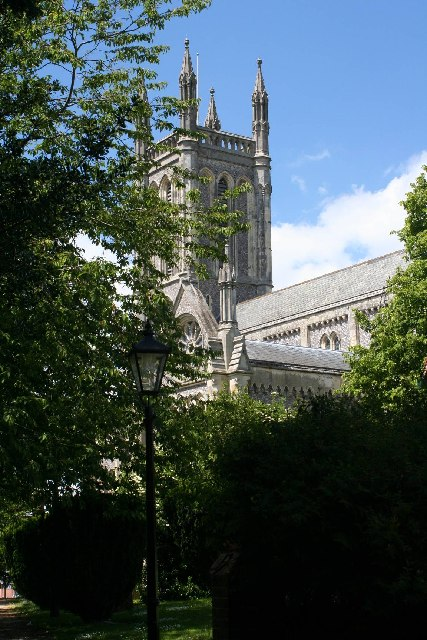
Церковь Святой Марии в Андовере

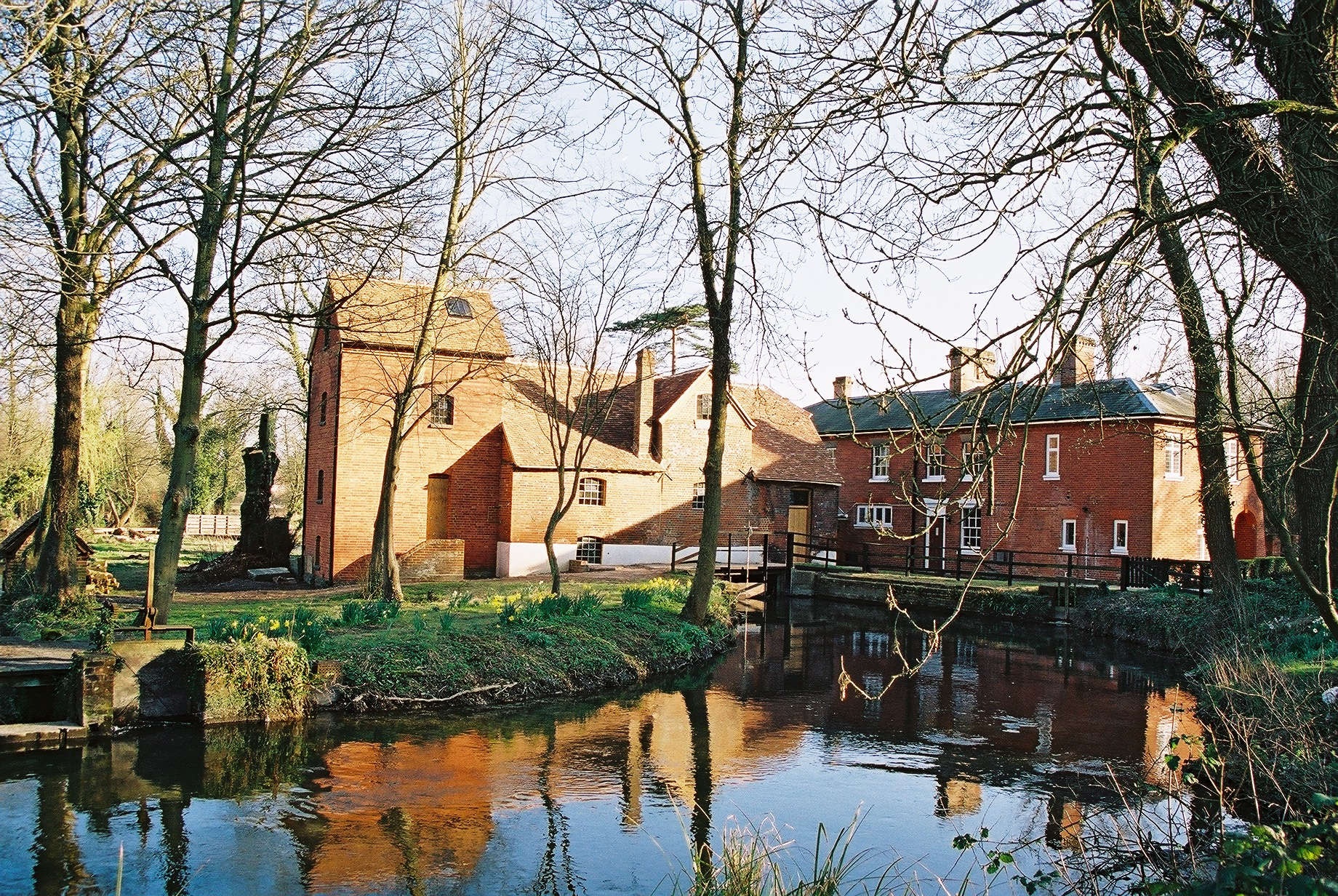
Мельница Руксбери постройки конца XVI или начала XVII века в Андовере (реставрирована в 2003 году)

В Андовере было построено несколько христианских церквей, которые сохранились и считаются памятниками истории, зодчества и культуры.
На конец XIX века Андовер отмечался как промышленный, добротно отстроенный город, население в 1881 году составило 5654 жителей. Среди предприятий того времени — фабрика шёлковых тканей, несколько солодовых заводов, в соседнем селении Пилльгитбрук находился чугуноплавильный завод, в расположенном далее на запад селении Вейгилл проводились крупные скотные ярмарки. Также в городе функционировала латинская школа.
Со времён Второй мировой войны века крупнейшим работодателем в городе является Министерство обороны Великобритании. Авиабаза ВВС Великобритании «Андовер» была открыта во время Второй мировой войны к югу от города и стала учебным центром для основного персонала Королевских ВВС. В январе 1945 года на базе было создано первое британский вертолётное подразделение. К 2009 году на бывшей базе военно-воздушных сил был организован штаб английской армии. По состоянию на 2010-е годы аэродром не работает, но по-прежнему дислоцировано множество подразделений.
Города-побратимы:
- Германия; Гох
- Франция; Редон